# Corte Suprema de Utah

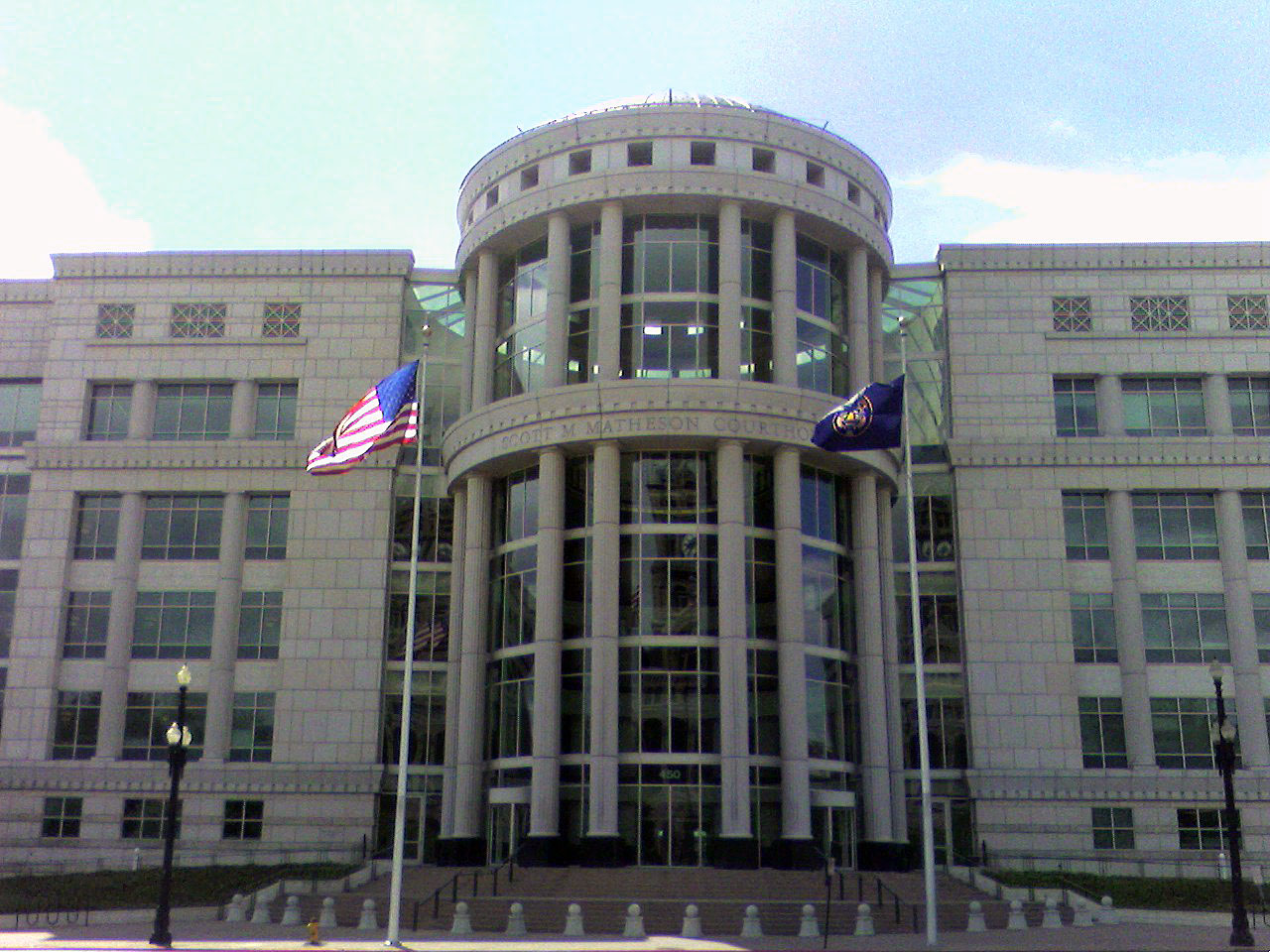
La sede de la Corte Suprema de Utah en Salt Lake City.

La Corte Suprema de Utah es el tribunal de última instancia de Utah. Está cargada de interpretar la Constitución de Utah. Tiene cinco miembros: un chief justice, su asistenteentre y tres jueces. Son todos nombrados por el gobernador y aprobados por el Senado de Utah. Su mandato es cuatro años. Su sede se encuentra en Salt Lake City.